# Karin Gündisch
Karin Gündisch (n. 5 aprilie 1948, Cisnădie) este o scriitoare de limba germană, specializată în cărți pentru copii, originară din România.

## Biografie
A studiat germanistica și romanistica (1966–1971) la Universitatea „Babeș-Bolyai” din Cluj și la Universitatea din București. După absolvire, a lucrat ca profesoară de limba germană în București, colaborând în același timp la publicații de limba germană din România. În acest timp, a publicat și povestiri pentru copii și a participat la elaborarea manualelor de limba germană.
În 1984 a emigrat în Germania, unde lucrează ca scriitoare liber profesionistă. Locuiește în Bad Krozingen, unde soțul ei, originar tot din Cisnădie, a fost timp de 25 de ani arhitect-șef al orașului.  
Are un fiu, Uwe (inginer) și o fiică, Ingrid (regizoare de teatru).

## Scrieri
- Didel und Düdel und andere Dingsgeschichten, 1980
- Lügengeschichten, Editura Ion Creangă, București, 1983
- Geschichten über Astrid, 1985
- Im Land der Schokolade und Bananen, 1987
- Geschichten über Astrid, Erzählung, 1988
- Weit, hinter den Wäldern, 1988
- In der Fremde und andere Geschichten, 1993
- Liebe - Tage, die kommen, 1994
- Großvaters Hähne. Geschichten aus einem anderen Land, 1994
- Peter und der alte Teddy, 1997
- Das Paradies liegt in Amerika. Eine Auswanderergeschichte, 2000
- Ein Brüderchen für Lili. Eine Geschichte (mit Bildern von Betina Gotzen-Beek), 2000
- Mia und Tante Milda. Eine Babysittergeschichte (mit Bildern von Sabine Wiemers), 2005
- Cosmin. Von einem, der auszog, das Leben zu lernen, 2005
- Lilli findet einen Zwilling, Sauerländer Verlag, 2007

## Distincții
- 1984 Premiul Peter Härtling pentru carte pentru copii
- 1984 Premiul Peter-Härtling, pentru cartea Geschichten über Astrid
- 1991 Premiul pentru carte pentru copii al însărcinatului cu afaceri externe a senatului de la Berlin pentru cartea Im Land der Schokolade und Bananen
- 2001 Bursă a Ministerului Științei, Cercetării și Artei din Baden-Württemberg
- 2002 Premiul Mildred L. Batchelder, pentru cartea How I Became an American (trducerea volumului în limba germană Das Paradies liegt in Amerika)
- 2004 Premiul 3 Oberrheinischer Rollwagen, pentru cartea Mili und Tante Milda
- 2005 Premiul LesePeter Oktober, pentru cartea Cosmin
- 2005 Premiul Asociației lucrătorilor în literatura pentru tineret și media